# Daylight - Trappola nel tunnel
Daylight - Trappola nel tunnel (Daylight) è un film del 1996 diretto da Rob Cohen ed interpretato da Sylvester Stallone.

## Trama
New York, USA: Kit Latura, tassista ed ex dipendente dei Servizi Medici di Emergenza, entra in azione quando, dopo un'esplosione di gas tossici, dovuti ad un incidente stradale causato da un gruppo di teppisti, un gruppo composto da dodici superstiti rimane imprigionato nel tunnel sottomarino del fiume Hudson che collega Manhattan al New Jersey.
Mentre la parte sud del tunnel è ancora in fase di evacuazione, Kit trova al lavoro i suoi ex colleghi e li convince a mandarlo nel tunnel, convinto che poi troverà una via di fuga. Passando per i condotti di aerazione di una stazione idrica, dopo ad aver bloccato temporaneamente le ventole, arriva fin sotto il tunnel sotterraneo e riesce a contare una dozzina di persone. Inizialmente la situazione pareva essere in mano a Roy Nord, che muore durante il crollo di alcuni condotti, insieme a un carcerato. Kit però viene solo rimproverato dai superstiti che gli rinfacciano una sua precedente missione nel Bronx finita male.
Subito dopo il tunnel cede e l'acqua del fiume vi penetra, allagando lentamente la galleria. Qui Kit usa degli esplosivi, rallentando il corso dell'acqua, dove però rimane gravemente ferito il poliziotto George Tyrell che si rassegna alle sue condizioni e si lascia abbandonare in cambio che Kit restituisca alla fidanzata Grace il braccialetto che le doveva restituire.
Kit riesce successivamente a trovare un passaggio e decide di provare ad uscire attraverso la stanza dove si riposavano gli operai durante la costruzione del tunnel. Qui tuttavia vi muore assiderata Eleanor tra le braccia del marito Roger.
Grazie a dei topi, Kit e i superstiti riescono a trovare una via di fuga, ma l'ex paramedico non riesce a fuggire percorrendo la scala che li avrebbe portati verso la salvezza, in quanto, a causa del salvataggio del cane di Eleanor e Roger, precipita nelle acque che ormai stavano allagando completamente il tunnel.
Anche Madelyne cade in acqua nel tentativo di salvarlo, Kit ordina così a tutti di procedere, restando apparentemente destinato all'annegamento. Ma riuscirà a salvarsi facendo saltare con l'esplosivo la parte superiore del tunnel e lasciandosi risucchiare verso la superficie, insieme a Madelyne, dal vuoto creato dall'esplosione. 
Durante il trasporto verso l'ambulanza, a Kit viene offerto di tornare nella sua squadra. Lungo lo stesso tragitto incontra infine Grace, restituendole il braccialetto che doveva darle George.

## Produzione
Il film è stato girato prevalentemente nello stato di New York, fra Croton-on-Hudson ed Ossining; altri luoghi di riprese sono stati Monterey, Milford e gli Studi di Cinecittà a Roma.
Il budget del film è stato di 80 milioni di dollari.

## Accoglienza

### Incassi
La pellicola ha incassato 33023469 $ nel Nord America e 126189000 $ nel resto del mondo, per un totale di 159212469 $.

### Critica
Sull'aggregatore Rotten Tomatoes il film riceve il 27% delle recensioni professionali positive, definendo la performance di Stallone "sincera e congeniale, ma tutto il resto in Daylight sembra progettato per infastidire il pubblico fino alla sottomissione"; su Metacritic ottiene un punteggio di 72 su 100 basato su 7 recensioni.

## Riconoscimenti
- 1997 - Premio Oscar
  - Candidatura per il miglior montaggio sonoro
- 1997 - Motion Picture Sound Editors
  - Miglior montaggio negli effetti sonori